# سیارک ۱۰۳۷۳
سیارک ۱۰۳۷۳ (به انگلیسی: 10373 MacRobert، نامگذاری:1996ER) ده هزار و سیصد و هفتاد و سومین سیارک کشف شده‌است که در ۱۴ مارس ۱۹۹۶ کشف شد.